# Coreografia

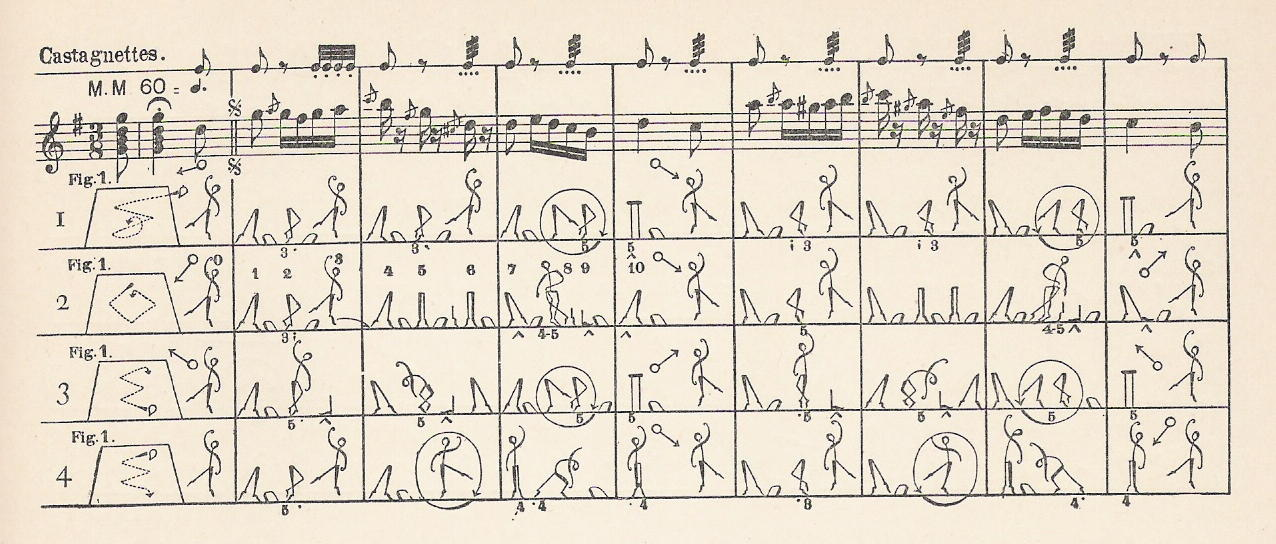
Coreografia para a dança espanhola Cachucha, descrita em notação de dança

A coreografia é a arte de compor trilhas ou roteiro de movimentos que compõem uma dança. Em toda forma de balé existe uma coreografia, no balé clássico ela é composta por um grupo de movimentos mais padronizados, na dança moderna os movimentos são mais livres e na dança contemporânea há quase uma quebra do conceito de coreografia já que, ao contrário das outras duas os movimentos são tão livres que nem sempre há uma representação gráfica.
A coreografia serviria portanto pra descrever a dança que será executada, ou melhor, a coreografia é o conjunto de movimentos e a sequência deles que compõe a dança que segue uma trilha musical. Muito embora haja espetáculos de dança contemporânea sem trilha musical. Neste sentido as variações de uma coreografia seriam as diferentes formas de interpretação para uma determinada coreografia de acordo com a qualidade técnica e opção artística dos  bailarinos.